# 眞海恭子

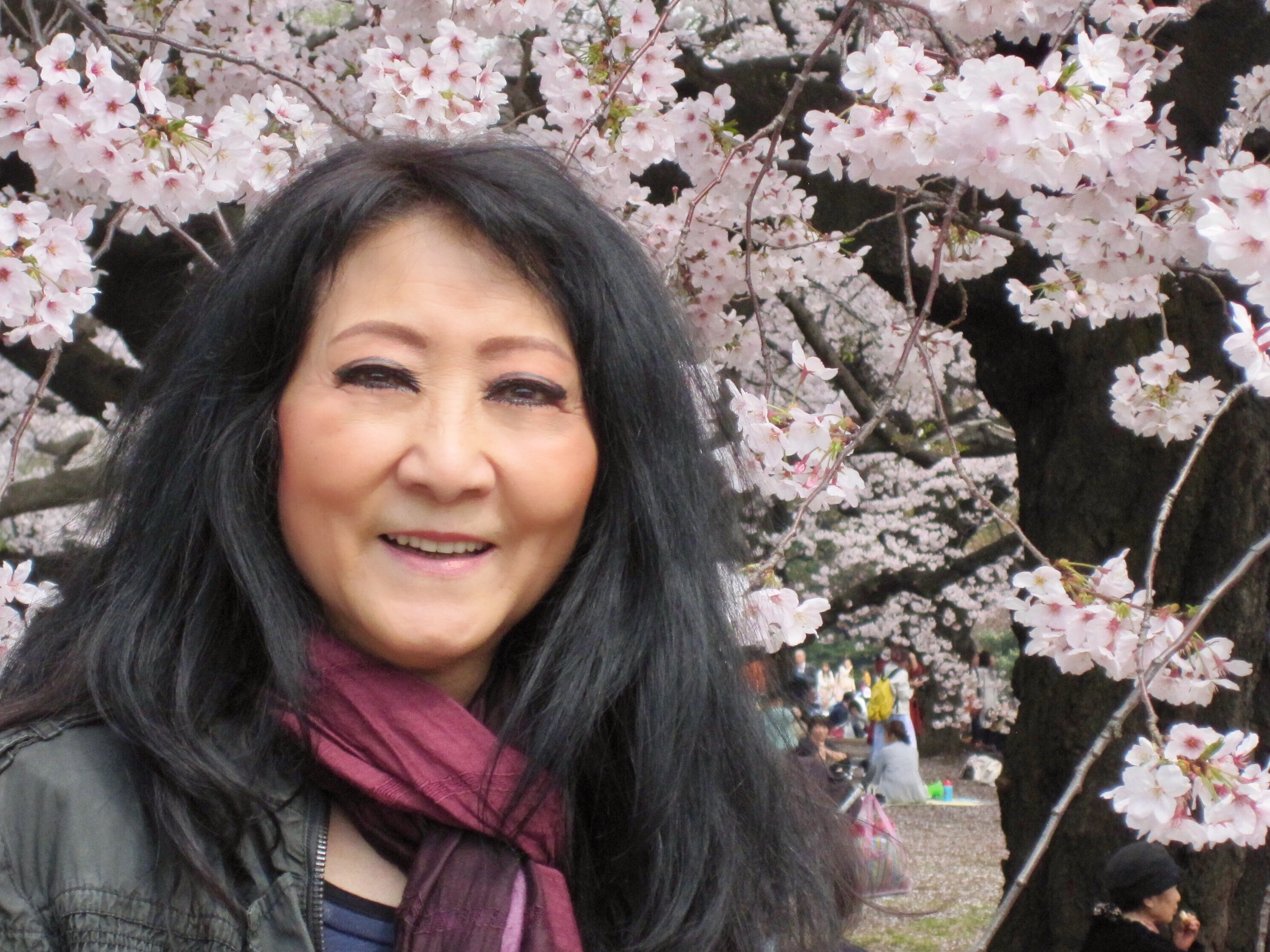
Kyoko shinkai 2016

眞海 恭子（しんかい きょうこ、1942年（昭和17年）3月29日）は、日本の作家、画家。

## 生い立ち
子供時代を長崎県壱岐で過ごし、1965年東京の武蔵野美術学校を卒業後、アカデミー・デ・ボザールに学び、以後パリに住む。1971年、ドイツの演出家Wolfram Mehringと結婚。1990年以来ドイツに住み国立劇場などで舞台装置、衣装を手がけながら現在はフライブルグで小説と絵の制作を続けている。

## 作品
- 消えた村(幽城の落ち武者、凧と鼠、鬼火の谷、消えた村）。東洋出版、 東京 2014。 ISBN 978-4-8096-7731-1
- 伊賀の鬼灯（伊賀の鬼灯、緋色の絆、空忍者、濁り水、冬の漁火）。 東洋出版、東京  2010。 ISBN  978-4-8096-7624-6
- 霧の音（祇園精舎の鐘、霧の音、かげろうの舞、雀の宿）。東洋出版、東京 2008。 ISBN 978-4-8096-7567-6
- 捨てられた江戶娘（影法師、渡し、夢の錯乱、捨てられた江戸娘）。 東洋出版、東京2007。 ISBN 978-4-8096-7546-1